# Теребунь
Теребунь (біл. Церабунь) — село в Білорусі, у Берестейському районі Берестейської області. Орган місцевого самоврядування — Клейниківська сільська рада.

## Історія
У 1921 році село входило до складу гміни Мотикали Берестейського повіту Поліського воєводства Польської Республіки.

## Населення
За переписом населення Білорусі 2009 року чисельність населення села становила 184 особи.
Станом на 10 вересня 1921 року в селі налічувалося 16 будинків та 79 мешканців, з них:
- 34 чоловіки та 45 жінок;
- 79 православних;
- 79 українців (русинів).